# Кишинёвская и всея Молдавии епархия
Кишинёвская и всея́ Молда́вии епа́рхия — епархия Русской православной старообрядческой церкви на территории Молдавии и Приднестровья.
Кафедральный храм: Церковь Покрова Пресвятыя Богородицы в Кишинёве. Епархия существует с 1920 года.

## История
9 апреля 1907 года в Бендерах был подписан «Мирный акт», согласно которому неокружники примирялись со старообрядческой Московской архиепископией, при этом неокружнический епископ Бессарабский Петр (Иванов) оставался на этой кафедре.
После революции Бессарбия отошла к Румынии, благодаря чему старообрядцы избежали гонений.
В 1940 году СССР присоединяет к себе оккупированную Румынией территорию Бессарабии, где проживало большое количество старообрядцев. Старообрядческий епископ Кишинёвский Иннокентий (Усов), бежавший в своё время из советской России, перебирается в Румынию. Для того чтобы наладить епархиальное управление в Молдавии, московская Архиепископия не имела ни времени, ни возможности, а вскоре началась Великая Отечественная война.

## Епископы
- 9 апреля 1907 — 25 августа 1910 — Петр (Иванов)
- 25 августа 1910 — октябрь 1919 — Кирил (Политов) в/у, еп. Одесский
- 1920 — 21 июля 1940 — Иннокентий (Усов)
- 9 сентября 1945 — 19 февраля 1961 — Иосиф (Моржаков)
- 8 октября 1961 — 11 февраля 1986 — Никодим (Латышев)  в/у с 22 октября 1971, архиеп. Московский
- 18 мая 1986 — 26 февраля 1991 — Тимон (Домашов)
- 21 октября 1993 — 11 февраля 2004 — Зосима (Еремеев)
- 11 февраля 2004 — 2 января 2005 — Саватий (Козко) в/у, еп. Киевский
- с 2 января 2005 — Евмений (Михеев)

## Современное состояние

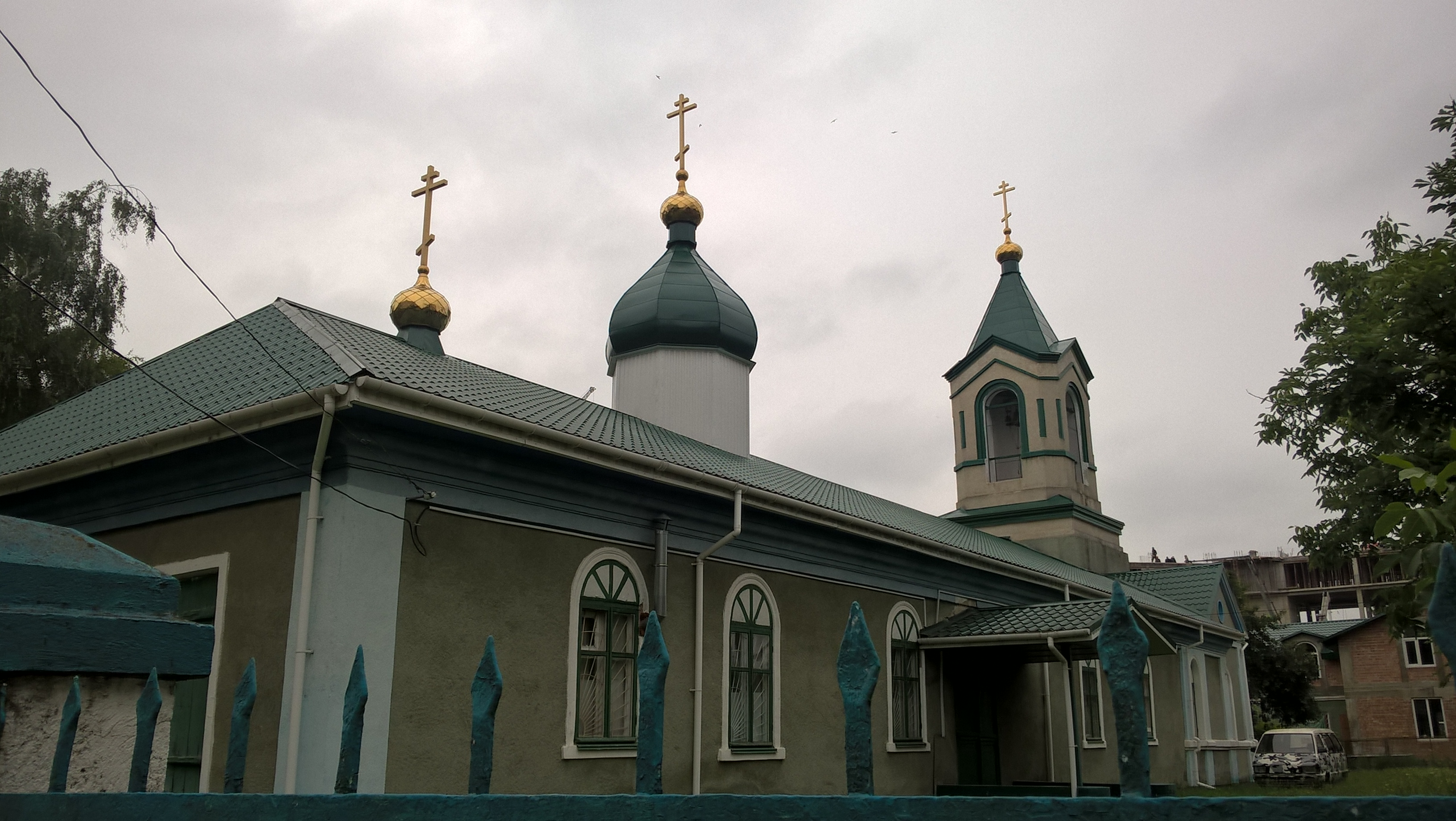
храм Покрова Пресвятыя Богородицы в Тирасполе

С 2 января 2005 года епархию возглавляет епископ Евмений (Михеев).
Молдавии
- Кишинёв — церковь Покрова Пресвятой Богородицы (настоятель иерей Андрей Вознюк)
- Бельцы — храм св. Михаила Архангела (настоятель иерей Василий Богданов)[3]
- Кунича — храм святых мученик Флора и Лавра и Куничский Казанский монастырь
- Оргеев — церковь Казанской иконы Божией Матери (при храме постоянно проживает инокиня Софья [Синельникова])[3]
- Покровка — церковь Покрова Пресвятой Богородицы[3](настоятель иерей Иоанн Маслов)
- Сырково — церковь Покрова Пресвятой Богородицы[3] и руины Сырковского монастыря.
- Старая Добруджа — церковь Успения Пресвятой Богородицы (настоятель иерей Федор Кожемякин)[3]
- Егоровка — церковь Рождества Пресвятой Богородицы (настоятель иерей Никола Паничев)[3]
- Кагул — церковь Покрова Пресвятой Богородицы (настоятель иерей Григорий Кизицкий)[3]

Приднестровье
- Бендеры — церковь Покрова Пресвятой Богородицы (настоятель иерей Андрей Костромин)[3]
- Тирасполь — церковь Покрова Пресвятой Богородицы (настоятель иерей Василий Иванов)[3]
- Бычок — церковь Великомученика Георгия Победоносца (окормляет иерей Андрей Костромин)[3]